# Fotoform
fotoform war eine avantgardistische Fotografen-Gruppe, die 1949 von sechs jungen (west-)deutschen Fotografen gegründet wurde. Gründungsmitglieder waren Siegfried Lauterwasser, Peter Keetman, Wolfgang Reisewitz, Toni Schneiders, Otto Steinert und Ludwig Windstosser.
Ihre Abspaltung von der konventionellen Nachkriegsfotografie in Westdeutschland war ein Versuch, Anschluss an die fotografischen Tendenzen der 1920er und frühen 1930er Jahre, u. a. die Neue Sachlichkeit und das Neue Sehen zu finden, und machte auf die kreativen Möglichkeiten der Fotografie aufmerksam, die durch die nationalsozialistische Kulturpolitik verdrängt worden waren.
1953 schlossen sich Heinz Hajek-Halke und Christer Christian (das Pseudonym des schwedischen Fotografen Christer Strömholm) der Gruppe an. Die Fotografen der Gruppe fotoform zielten mit ihrem Schaffen auf das geformte Einzelbild. Kunst entstand hier im Diskurs: Fotografien wurden postalisch verschickt und rückseitig kommentiert. Nur Aufnahmen, die in solchen Kritikrunden von der Mehrzahl der Mitglieder akzeptiert wurden, galten als fotoform Fotografie. Durch fotografische Experimente, durch Ausschnittwahl, durch scharfe Kontraste und durch die Wahl extremer Perspektiven konzentrierten sich die Fotografen der fotoform auf die grafischen Eigenschaften der Schwarz-Weiß-Fotografie und schufen bisweilen fast abstrakte Bilder. Zu ihren künstlerischen Strategien gehörten unter anderem Fotomontage, Fotogramm, Solarisation, Negativdruck und Luminogramm.
1950 hatte die Fotoformgruppe ihren ersten spektakulären Auftritt auf der Photokina (damals Photo-Kino Ausstellung genannt). Bereits 1951 nahm das fotoform-Mitglied Otto Steinert Werke aller fotoform-Fotografen in seine Ausstellung Subjektive Fotografie in Saarbrücken auf. Unter diesem Titel konnte sich die deutsche Avantgardefotografie der 1950er Jahre wieder mit internationalen Trends der zeitgenössischen Fotografie verbinden.

## Ausstellungen (Auswahl)
- fotoform, Photo-Kino Ausstellung, Köln 1950
- fotoform, Circolo fotografico Milanese, Mailand 1950
- 10e Internationale tentonstelling van fotokunst, Focus Salon, Amsterdam 1950
- III. Internationale Kunstphoto Ausstellung, Österreichischer Lichtbildnerbund, Salzburg 1950
- fotoform, Amerikahaus, Darmstadt 1950
- fotoform, Werkkunstschule, Wuppertal 1950
- fotoform, Photokina, Cologne 1951
- subjektive fotografie, Staatliche Schule für Kunst und Handwerk, Saarbrücken 1951 u.a.O.
- Segunda Exposicao mundial de arte fotografica, Rio de Janeiro 1951
- Unione Fotografico. Mostra della Fotografia Europea, palazzo di Brera, Mailand 1951
- Weltausstellung der Photographie, Kunstmuseum Luzern, Luzern 1952
- subjektive fotografie 2, Photokina, Köln 1953 u.a.O.
- subjektive fotografie 3, Photokina, Köln 1958 u.a.O.